# Diamond DeShields
Pour les articles homonymes, voir DeShields.
Diamond DeShields est une joueuse de basket-ball américaine née le 5 mars 1995 à West Palm Beach, en Floride, fille du joueur de baseball Delino DeShields.

## Biographie
Après avoir pratiqué le softball, elle se concentre sur le basket-ball. Elle est élue meilleure joueuse du Championnat du monde féminin de basket-ball des moins de 17 ans 2012[réf. souhaitée] . En NCAA, elle joue d'abord aux Tar Heels de la Caroline du Nord en 2014-2015 avant de passer deux ans avec les Volunteers du Tennessee. Elle renonce tardivement à la draft WNBA 2017 mais n'effectue pas son année senior, préférant s'engager pour le club turc de Çukurova.
Elle est choisie en troisième position de la draft WNBA 2018 par le Sky de Chicago, dont l'entraîneuse Amber Stocks est la sœur de celle qui la dirige dans son club turc. Elle se réjouit de ce choix, son père ayant passé une partie de sa carrière dans cette ville. Elle s'adapte bien à la WNBA avec des statistiques de 12,0 points et 4,8 rebonds après 13 rencontres, aidée par sa grande complicité avec la pivot Stefanie Dolson.
Après une première année à Çukurova (16,4 points et 5,7 rebonds en championnat) aux côtés d'Erlana Larkins sous la direction de la sœur d'Amber Stocks, elle prolonge dès avril 2018 pour une saison supplémentaire en Turquie.
Malgré une saison régulière 2021 moyenne (16 victoires - 16 défaites), elle parvient à remporter un titre de champion avec le Sky de Chicago qui s'impose en finales 3 à 1 face au Mercury de Phoenix,.

## Palmarès
- 2012 :  Médaille d'or au Championnat du monde féminin de basket-ball des moins de 17 ans 2012
- Championne WNBA 2021[7].

## Distinctions personnelles
- MVP du Championnat du monde féminin de basket-ball des moins de 17 ans 2012
- Naismith Prep Player of the Year (2013)
- USBWA National Freshman of the Year (2015)
- WNBA All-Rookie Team 2018[8]
- Sélection au WNBA All-Star Game 2019[9].